# Посёлок базы отдыха «Солнечная поляна»

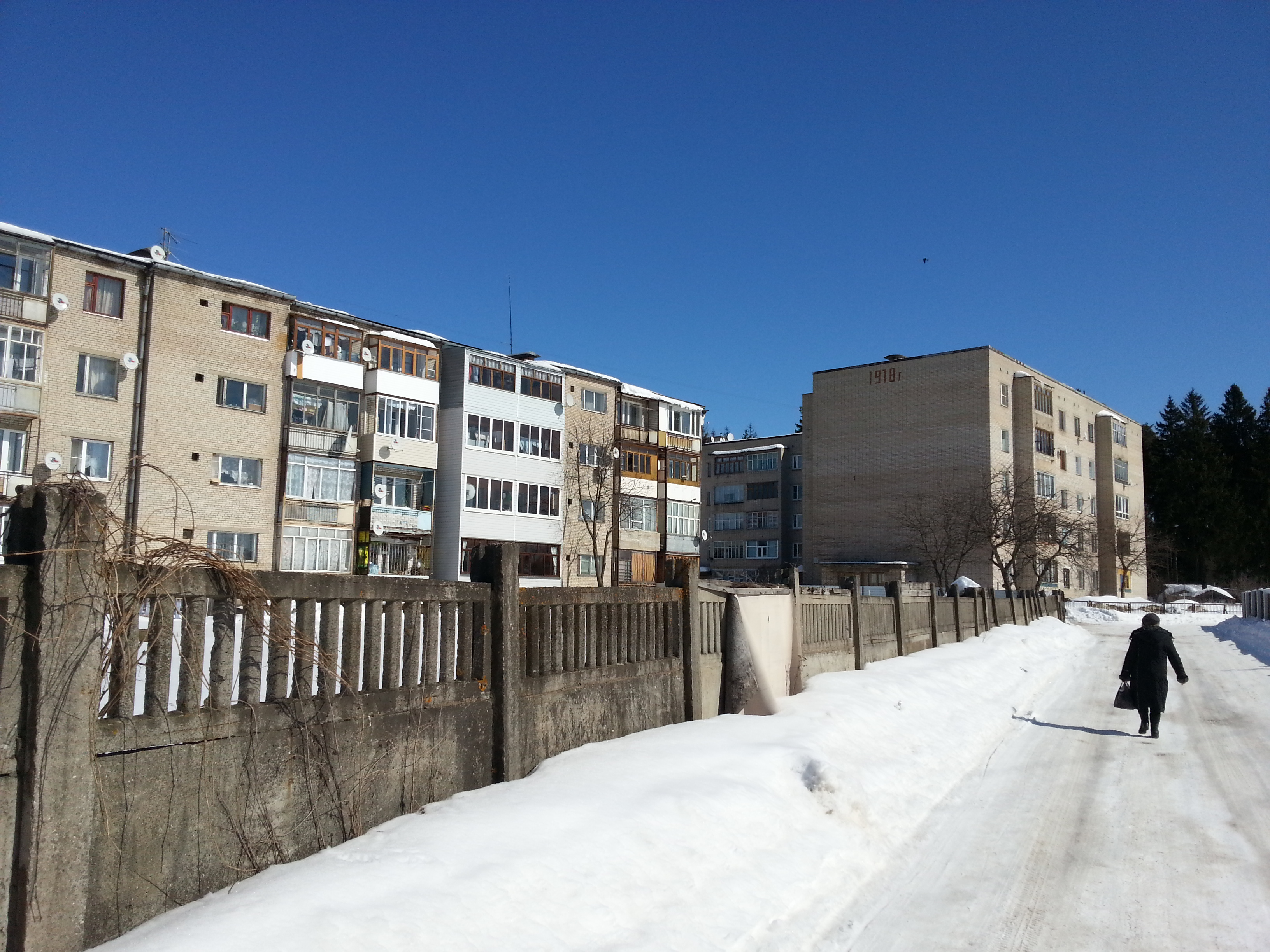

Базы отдыха «Солнечная поляна» — посёлок сельского типа в Одинцовском районе Московской области России. Входит в состав сельского поселения Никольское. Население — 266 чел. (2010). До 2006 года посёлок входил в состав Волковского сельского округа.
Посёлок расположен на юго-западе района, по правому берегу Москвы-реки, у северной окраины деревни Волково, в 11 километрах на юго-запад от Звенигорода, высота центра над уровнем моря 178 м.

## Население
| 2002 | 2006 | 2010 |
| ---- | ---- | ---- |
| 333  | →333 | ↘266 |

По переписи 1989 года в посёлке базы отдыха «Солнечная поляна» числилось 116 хозяйств и 509 жителей.